# ليزا كولمان (مغنية)
ليزا كولمان (بالإنجليزية: Lisa Coleman)‏ هي مؤلفة موسيقى تصويرية وعازفة بيانو ومغنية وملحنة وكاتبة غنائية أمريكية، ولدت في 17 أغسطس 1960 في لوس أنجلوس في الولايات المتحدة.

## وصلات خارجية
- ليزا كولمان على موقع IMDb (الإنجليزية)
- ليزا كولمان على موقع ميوزك برينز (الإنجليزية)
- ليزا كولمان على موقع أول ميوزيك (الإنجليزية)
- ليزا كولمان على موقع ديسكوغز (الإنجليزية)
- ليزا كولمان على موقع قاعدة بيانات الفيلم (الإنجليزية)